# Benimeli
Benimeli er en spansk kommune i Valencia, Spanien. Byen, der ligger i commaraen Marina Alta, har 429 indbyggere (2007).
Den lokale økonomi er baseret på landbrug, de primære afgrøder er appelsiner, mandler og johannesbrød.